# Мечеть Гилейли
Мечеть Гилейли, Мечеть Джомад Герая или Гилек мечеть (азерб. Gileyli məscidi или азерб. Comərd Gəray məscidi) — историческая мечеть XIV века на улице Мирза Мансур в Старом городе Баку в Азербайджане. Согласно Постановлению Кабинета Министров Азербайджанской Республики от 2 августа 2001 года двухэтажный караван-сарай был зарегистрирован в качестве национального памятника архитектуры.

## История
Мечеть Гилейли была построена в два этапа. Первый этап относится к периоду Ширваншахов — 1309 год. Продолжение строительства мечети было осуществлено в XIX веке.
Первоначально в мечети были двери из дерева грецкого ореха, но они были сожжены и заменены.

## Архитектурные особенности
Гилек-мечеть с двумя куполами имеет длину 14 и ширину 10 метров. К старому зданию мечети пристроено помещение длиной 11 метров. Полукупольное пространство молельного зала Гилек-мечети имело форму равностороннего креста, который дополняли до квадрата небольшие помещения в углах.
План постройки имеет крестообразно-куполообразную композицию. Мечеть имеет глубокие купола, по краям расположены небольшие комнаты. Михраб с точной пропорцией, украшенный архитектурными элементами и деталями, обогащает интерьер молитвенного зала мечети. Пристройка никак не нарушает единства планировочной схемы, наоборот расширяет удобства молельного зала. Стрельчатый, коронный свод купола, повторяя сформированную архитектурную атмосферу внутреннего пространства, неразрывно входит в её композиционную структуру. Здесь применены новые формы, выражающие европейские архитектурные стили. Особенно четко это отразилось в построении фасада.
Портал входа в мечеть украшен сталактитовым поясом сложного характера. В южной её стене, у линии карниза, имеется оконный проем со вставленной каменной решеткой, поле которой состоит из сочетания восьмиконечной звезды с крестом. Вся композиция из просветов в виде звезд и крестов заключена в рамку, верхняя часть которой разрешена сложной стрельчатой аркой. Орнамент растительного характера дополняет прекрасный образец резьбы по камню.
На стене мечети имеется надпись, сделанная крупным, ясным почерком насх с элементами сулса. Фон надписи украшен растительным орнаментом:

«Приказал сделать обновление этой 2 мечети садр ал-мухтаррам Амин ад-Дин Джумад Гарай б. Бакр-да содействует ему Аллах в добрых делах, которыми он стремится к лику Аллаха, чтобы удостоиться его милости. В зу-л-хиджжа 708 года.»

## Галерея
- Мечеть Джомад Герая